# Forgotten Empires
Forgotten Empires LLC ist ein Spieleentwicklungsunternehmen mit Sitz in den USA.

## Geschichte
Forgotten Empires hat als lose Entwicklergemeinschaft begonnen, diese programmierten die The Forgotten Mod für Age of Empires II. Nachdem Microsoft bekanntgegeben hatte, dass das Modding Team am Programmieren der HD Edition und dem Add-On The Forgotten mithelfen sollte, wurde das Entwicklerstudio gegründet. Anschließend wurde Age of Empires II: HD Edition und die veröffentlichten Add-Ons zusammen mit Hidden Path Entertainment und SkyBox Labs programmiert.

## Spiele
- Age of Empires II HD: The Forgotten
- Age of Empires II HD: The African Kingdoms
- Age of Empires II HD: Rise of the Rajas
- Age of Mythology: Tale of the Dragon
- Age of Empires: Definitive Edition
- Age of Empires II: Definitive Edition
- Age of Empires III: Definitive Edition
- Age of Empires II: Definitive Edition – Lords of the West
- Age of Empires III: Definitive Edition – United States Civilization
- Age of Empires III: Definitive Edition – The African Royals
- Age of Empires II: Definitive Edition – Dawn of the Dukes
- Age of Empires III: Definitive Edition – Mexico Civilization
- Age of Empires II: Definitive Edition – Dynasties of India
- Age of Empires III: Definitive Edition – Knights of the Mediterranean
- Age of Empires II: Definitive Edition - Return of Rome
- Age of Empires II: Definitive Edition - The Mountain Royals